# Velika nagrada Caena
Velika nagrada Caena (francosko Grand Prix de Caen) je bila neprvenstvena dirka Formule 1, ki je med letoma 1952 in 1958 potekala v francoskem mestu Caen. Najuspešnejši dirkač tu je Maurice Trintignant z dvema zmagama.

## Zmagovalci
| Leto | Zmagovalec          | Moštvo        | Dirkališče | Poročilo |
| ---- | ------------------- | ------------- | ---------- | -------- |
| 1958 | Stirling Moss       | Cooper-Climax | Caen       | Poročilo |
| 1957 | Jean Behra          | BRM           | Caen       | Poročilo |
| 1956 | Harry Schell        | Maserati      | Caen       | Poročilo |
| 1954 | Maurice Trintignant | Ferrari       | Caen       | Poročilo |
| 1952 | Maurice Trintignant | Gordini       | Caen       | Poročilo |